# Ofensiva (banda)
Ofensiva fue una banda de hardcore nacida en Vigo, Galicia (España).

## Características
Ofensiva fue un grupo fundado con miembros de bandas como Skacha e Kalashnikov. Ofensiva tuvieron un tiempo de actividad bastante breve, pero llegaron a hacer eco en la escena hardcore española. Su sonido se encuadraba perfectamente con el de las bandas de New York Hardcore, como Terror, Sick Of It All o Hatebreed. 
Como peculiaridad, esta banda cantaba en gallego y escribía sus textos en la ortografía reintegrada (véase reintegracionismo) del gallego, derivada de la rechazada como oficial por la Junta de Galicia en 1982 y creada por la Associaçom Galega da Língua. 
En sus letras primaban temas sociales y se centraban en la crítica sociopolítica, como la oda a la emigración gallega en Denantes Mortos Que Escravos. 
Se fundaron en 2004 y tras una gran cantidad de conciertos se separaron en 2007 tras tres años de historia. A los dos años de fundarse, su cantante xFlynx abandona la banda para dedicarse por completo a Twenty Fighters, marcando el fin de la primera parte de la historia de Ofensiva. Contaban con el apoyo de gran cantidad de hardcoretas alrededor de la VHC.

## Discografía
1. A Última Palavra (2006)

## Miembros
- Anxo(Gelucho)(2006-07) - voces
- Jacobe - guitarra
- Gontxu - bajo
- David - batería
- Panzas(2006-07) - guitarra

## Antiguos miembros
- Xose
- xFlynx (2004-06) - voces